# 回香靖
《回香靖》是香港及美國歌手MC Jin於2011年自資推出的音樂唱片，收錄了10首歌曲。由於當時MC Jin憑歌曲《ABC》及在無線電視主持節目而人氣急升，他推出的這張唱片的歌曲亦與之相關。唱片銷量不俗，曾榮登香港唱片商會銷量榜冠軍。

## 收錄歌曲
1. 回香靖
2. 人氣急升
3. 師奶殺手
4. 發咗達
5. 不准吸煙 featuring KT
6. 立立亂
7. 世紀婚禮
8. 仔大仔世界
9. 女大十八變
10. 紅館見

## 銷量成績
- 香港唱片商會：一週冠軍
- HMV銷量榜：一週冠軍

## 外部連結
- 專輯歌詞（页面存档备份，存于）
- KKBOX專輯介紹（页面存档备份，存于）